# 帕雷迪什-迪维亚多里什
帕雷迪什-迪维亚多里什是葡萄牙波尔图区的一个堂区。总面积8.03平方公里，总人口1185人，人口密度147.6人/平方公里。